# Сид Рингсби
Ойстайн „Сид“ Рингсби (на норвежки: Sid Ringsby, роден на 16 февруари 1961 г. като Ойстайн Рингсби (на норвежки: Øystein Ringsby) е норвежки басист, най-известен със свиренето си с Road, TinDrum, The Snakes, TNT, Кен Хенсли, Wild Willy's Gang и JORN, соло групата на Йорн Ланде. Неговата звукозаписна рок кариера започва през 1984 г., когато става член на Road и оттогава е в групи като Tindrum, The Snakes, Diezel, Jorn, Vestlandsfanden, Ken Hensley & Live Fire и TNT. Той е признат за един от най-универсалните басисти на норвежката рок сцена, с много други звукозаписни артисти, които имат заслуга в музиката.

## Избрана дискография

### С TinDrum
- Drums of War (1988)
- How About This?! (1989)
- Cool, Calm & Collected (1991)

### С Diezel
- Willpower (1995)
- Diesel Dahl & Friends
- reCYCLEd (1997)

### С The Snakes
- Once Bitten (1998)
- Live in Europe (1999)

### СJørn Lande
- Starfire (2000)
- Worldchanger (2001)
- Lonely Are the Brave (2008)
- Spirit Black (2009)
- Live on Death Road (2019)
- Heavy Rock Radio 2 (2019)

### С TNT
- All the Way to the Sun (2005)
- Hidden Treasure (сингъл) (2013)

## СКен Хенсли и Лайв Файър
- Tales Of Live Fire & Other Mysteries (2020)